# Lates niloticus
La perca del Nilo (Lates niloticus) es un pez de la familia Latidae (antes en Centropomidae y cambiada en el 2004) (orden de los perciformes, suborden de los percoidei) que puede alcanzar los 2 m de longitud y 200 kilos de peso. Es originaria de Etiopía. Está incluida en la lista 100 de las especies exóticas invasoras más dañinas del mundo de la Unión Internacional para la Conservación de la Naturaleza.

## Introducción en el lago Victoria
La introducción de esta especie en el lago Victoria es uno de los ejemplos más comúnmente citados para explicar los efectos nocivos que las especies invasoras pueden tener en los ecosistemas.
En los años 1960, la perca del Nilo fue introducida en las aguas de lago Victoria, situado entre Kenia, Tanzania y Uganda. Este lago es el más grande de África y representa la 2.ª reserva más grande de agua dulce del mundo. Este lago presentaba la particularidad de albergar una cantidad considerable de especies autóctonas, sobre todo varios cientos de especies de cíclidos, fruto de la diversificación explosiva que se produjo hace unos 12 000 años.
La perca se adaptó perfectamente a este nuevo entorno, en detrimento de las especies locales. Mientras en 1977 las capturas de cíclidos representaban todavía el 32% de la pesca (en masa) y las de la perca del Nilo el 1%, 6 años más tarde las capturas fueron de un 68% de percas del Nilo frente a 1% de cíclidos. Desde que se introduce la perca al lago Victoria desaparecieron 200 especies nativas y quedan 150 que están extinguiéndose.
Se extrae del lago, con métodos tradicionales y poco desarrollados en términos tecnológicos, aproximadamente 500000 toneladas que luego son fileteadas y congeladas para facilitar la exportación. Pese a la desaparición de un gran número de cíclidos, las cifras de capturas se disparan: 1000 t en 1978, 100.000 t en 1993 para Kenia — Tanzania exporta la perca del Nilo hacia la Unión Europea, siendo su principal entrada de divisas: 500 t de filetes son enviados diariamente desde el aeropuerto de Mwanza.
Ya en la década de 1990 representantes de Kenia, Tanzania y Uganda se reunieron para mejorar la situación socioeconómica y ecológica de la zona alrededor del lago y pusieron en marcha el Proyecto de Gestión Medioambiental del Lago Victoria con subvención del Banco Mundial. La UICN (Unión internacional para la conservación de la naturaleza) comenzó en el año 2001 la segunda etapa del plan de la pesca de la perca del Nilo en el lago victoria. Consiste en afianzar los instituciones, las asociaciones y  cualquier hecho que genere la incorporación y unión del área regional, con la intención de llegar a una nivelación entre los objetivos sociales y económicos y la diversidad biológica.
Se realizó un estudio relativo a la introducción de la perca del Nilo en Australia (Queensland), pero "vistos los desastres causados por este pez en varios lagos africanos", el gobierno local decidió finalmente desechar el proyecto.
Sin embargo, no se puede achacar sólo a la depredación de la perca del Nilo la desaparición de la biodiversidad del Lago, sino a una combinación con la eutrofización del lago, con la consecuente disminución en la concentración de oxígeno, y la pérdida de hábitat natural.
La película La pesadilla de Darwin, del realizador austríaco Hubert Sauper denuncia la explotación de la perca del Nilo y sus consecuencias, que el director utiliza como una parábola de los problemas de África tal como él los entiende.